# Der Fisch in uns
Der Fisch in uns (orig. Your Inner Fish) ist eine dreiteilige Dokumentation, die erstmals im Jahr 2014 auf dem Kanal PBS ausgestrahlt wurde. Deutsche Erstausstrahlung war am 18. September 2014 auf GEO Television.
In der Dokumentation reist der Paläontologe Neil Shubin um die Welt, um anhand verschiedener Fossilien von Fischen, Reptilien und Primaten die Entwicklung des Menschen zu erklären und aufzuzeigen, was uns diese Vorfahren vererbt haben. Die Dokumentation wurde von dem britischen Animationsstudio Jellyfish Pictures produziert. Sie basiert auf dem gleichnamigen Buch des Paläontologen und Evolutionsbiologen Neil Shubin. Regie führten die drei Regisseure Tom Cook, David Dugan und Alex Tate. Die Urzeittiere wurden in der Dokumentation ausschließlich durch CGI-Modelle dargestellt.
Der Fisch in uns wurde überwiegend positiv aufgenommen. So hat die Dokumentation auf der Internet Movie Database 8,8 von 10 möglichen Sternen. Auf amazon.de erhielt sie 4 von 5 möglichen Sternen.

## Handlung

### Der Fisch in uns
Als Neil Shubin zum Leiter der Abteilung der Anatomie an der Universität von Chicago berufen wurde, stellte er fest, dass Menschen einige anatomische Eigenschaften aufweisen, die auf bestimmte Fische, die Vorfahren aller Landwirbeltiere, zurückzuführen sind. Um die Frage zu beantworten, wie genau sich dieser Wechsel vollzog und welches Wesen möglicherweise das erste Tier war, das an Land kam, arbeitete er in Pennsylvania auch mit Ted Deschler zusammen. Des Weiteren wird erklärt, wie Neil Shubin gemeinsam mit einem Team an einer Ausgrabung in der kanadischen Arktis 2004 teilnahm. Es wurde dort ein Tier gefunden, das zu den ersten Wirbeltieren gehörte, die an Land kamen: der vor 375 Mio. Jahren lebende Fisch Tiktaalik. Doch nicht nur mithilfe von Fossilien kann man die Entwicklung der Fische zu den Landwirbeltieren, einschließlich uns Menschen, verfolgen. Auch an unserem eigenen Körper lassen sich die Ursprünge der Landwirbeltiere erkennen: Um das zu verdeutlichen, besucht Neil Shubin die junge Frau Molly, die mit Kiemen auf die Welt gekommen ist. Das zeigt, dass auch an unserem Körper immer noch Merkmale eines Fisches zu finden sein können.

### Das Reptil in uns
Unter den Vorfahren des Menschen waren auch Tiere, die mit den Menschen auf den ersten Blick kaum etwas gemein hatten: Reptilien. Tatsächlich aber gibt es zahlreiche Überbleibsel aus dem Zeitalter der Reptilien bei Menschen: Beispielsweise kann man an menschlichen Embryos per Ultraschall ab der sechsten Schwangerschaftswoche einen Dottersack erkennen. Man hat auch Fossilien dieser reptilienartigen Vorfahren der Säugetiere gefunden, so zum Beispiel in Südafrika. Dort wurden unter anderem auch Fleischfresser unter ebendiesen Vorfahren gefunden: Die Gorgonopsiden waren gefährliche Reptilien mit Säbelzähnen im Oberkiefer. Sie starben jedoch am Ende des Perms während des größten Massenaussterbens der Erdgeschichte aus. Aufgrund der Funde in Südafrika trifft Neil Shubin Dr. Roger Smith, Kurator des Iziko-Museums. Gemeinsam heben sie die Folgen des Perm-Trias-Massenaussterbens für die Entwicklung des Lebens auf der Erde hervor. Im weiteren Verlauf der Folge betont Shubin, dass für die Bestimmung der Verwandtschaft von Mensch und Reptil Haare, Haut und Zähne eine große Rolle spielen. Aus diesem Grund trifft er sich mit dem Schauspieler Michael Berryman, der in verschiedenen Filmen Monster dargestellt hat. Sein Körper kann aufgrund einer seltenen Krankheit, des Christ-Siemens-Touraine-Syndroms, weder Haare noch Fingernägel ausbilden.

### Der Affe in uns
In der letzten Folge der Dokumentation beschäftigt sich Shubin mit den Verwandtschaftsverhältnissen der Menschen zu anderen Primaten. Auch in dieser Folge geht Shubin auf anatomische Gemeinsamkeiten mit anderen Lebewesen ein: So ist das Steißbein ein Überrest eines Schwanzes, den die in den Bäumen lebenden Vorfahren des Menschen einst benötigten. Einer dieser baumbewohnenden, frühen Primaten war zum Beispiel der Notharctus. Ein Exemplar wird im naturhistorischen Museum Florida aufbewahrt, wo Dr. Jonathan Bloch den Körperbau des Tieres erklärt. Die vielleicht wichtigsten fossilen Überreste, die die Entwicklung von Affen zu Menschen dokumentieren, wurden 1974 in Äthiopien gefunden. Damals fand man 3,2 Mio. Jahre alte Überreste eines weiblichen Australopithecus afarensis, dem man den Namen „Lucy“ gab. Aber auch das Verhalten heute lebender Primaten kann Aufschluss über die Entwicklung des Menschen geben. Darum besucht Neil Shubin Dr. Jay Neitz, der an der University of Washington mit Affen Verhaltensexperimente durchführt. Anschließend beleuchtet Neil Shubin die Gehirnstrukturen von Lebewesen und erläutert gattungsübergreifende Parallelen. So erklärt Shubin auch, dass bei sämtlichen Wesen eine Einteilung in Vorder, Mittel- und Hinterhirn vorhanden ist, um seine Hauptidee von der Verwandtschaft aller Tiere weiter zu stützen.

## Weiterführende Informationen
Weblinks
- Der Fisch in uns bei IMDb

Belege
1. 1 2  imfernsehen GmbH & Co KG: Der Fisch in uns Dokumentation in 3 Teilen Episodenguide. Abgerufen am 17. Oktober 2021.
2. ↑  Projects Page – Jellyfish. Abgerufen am 3. Oktober 2021 (britisches Englisch).
3. ↑  Der Fisch in uns. 9. April 2014, abgerufen am 17. Oktober 2021.
4. ↑  Neil Shubin, Tom Cook, David Dugan, Alex Tate: Der Fisch in uns – Die Entwicklungsgeschichte des Menschen. Lighthouse Home Entertainment, 21. August 2015, abgerufen am 17. Oktober 2021.